# Bisaltes triangularis
Bisaltes triangularis är en skalbaggsart som beskrevs av Stefan von Breuning 1940. Bisaltes triangularis ingår i släktet Bisaltes och familjen långhorningar. Inga underarter finns listade.